# Tortoise (САУ)
Tortoise («То́ртойс»; індекс Міністерства оборони: A39) — британська надважка штурмова гармата періоду Другої світової війни. Серійно не виготовлялась.
Машина була розроблена для вирішення завдань з руйнування сильно укріплених районів, тому в конструкції мобільність принесена в жертву захищеності.

## Історія створення
На початку 1943 року союзні війська очікували значного опору під час їхнього потенційного вторгнення в Європу. Причому німецькі війська перебували би в укріплених районах, як лінія Зіґфріда. У результаті з'явився новий клас техніки — «штурмові танки», для яких броньовий захист мав вищий пріоритет за мобільність. Спочатку робота була зосереджена на танку Excelsior (A33) на базі танка Cromwell. Також була програма з модернізації броні танка Churchill. Для аналогічних задач на Далекому Сході розглядався танк Valiant (A38) на базі танка Valentine, хоча для нього вимогою була якнайменша маса.
Державний секретар з питань війни та міністр постачання у квітні 1943 року випустили спільний меморандум, у якому надавалась розпливчаста специфікація штурмового танка як машини спеціального призначення для дій у добре захищених районах у складі спеціальної 79-ї бронетанкової дивізії.
Компанія Nuffield відповіла 18 окремими проєктами танків «AT» (Assault Tank) (від AT1 до AT18), розробленими в період з травня 1943 року по лютий 1944 року, кожен з яких був більшим і важчим за попередній. У лютому 1944 року конструкція AT16 була завершена та затверджена Танковою радою (Tank Board). Було передбачено виготовлення 25 зразків без створення прототипу, які мали бути доступними для бойового застосування у вересні 1945 року. Замовлення на ці 25 одиниць було розміщено Воєнним офісом і роботу було розпочато.
Після закінчення війни замовлення було скорочено, всього було збудовано шість машин. Один екземпляр був відправлений до Німеччини для випробувань, де показав себе надійною збройною платформою. Однак, із вагою 80 тонн і висотою 3 метри, він був надзвичайно повільним і важким для транспортування.

## Опис конструкції
Попри те, що дана машина називалась танком, її башта не є поворотною — що, у поєднанні з потужним артилерійським озброєнням і низькою мобільністю, дозволяє зарахувати її до надважких самохідних артилерійських установок або штурмових гармат.

## У масовій культурі

### У іграх
- Tortoise представлена в ММО-іграх World of Tanks i World of Tanks Blitz як британська протитанкова САУ 9 рівня.
- Також Tortoise присутня у War Thunder як британська САУ IV рангу з бойовим рейтингом 6,7.